# Gino Rovere
Gino Rovere (Ungheria, 24 settembre 1897 – Torino, 23 giugno 1964) è stato un imprenditore, dirigente sportivo e pilota automobilistico italiano.

## Biografia
Imprenditore benestante, attivo a Torino nell'industria conciaria e produzione di linoleum, discendeva forse da una nobile famiglia savonese che aveva tra i suoi antenati Papa Sisto IV.
Pilota dilettante gareggiò con Alfa Romeo e Maserati partecipando ad alcuni Gran Premi ma soprattutto a gare per voiturette; in questa categoria ottenne come migliori risultati il terzo posto al Circuito di Biella 1935, il secondo al Gran Premio di Firenze 1937 e il giro veloce alla Coppa Principe Ranieri 1936, disputata sul difficile circuito di Montecarlo. Socio fondatore della Scuderia Subalpina, aiutò Nino Farina agli esordi della carriera. Nel 1936 investì un cospicuo capitale nella Maserati, risollevando la difficile situazione economica in cui versava la casa automobilistica dei fratelli Maserati, diventandone presidente.
Perseguitato dal regime fascista venne internato in un campo di concentramento.

## Statistiche
| Anno    | Paese                  | Gara                                 | Scuderia                  | Vettura            | Nr | Categoria  | Risultato |
| ------- | ---------------------- | ------------------------------------ | ------------------------- | ------------------ | -- | ---------- | --------- |
| 1934    | Italia (bandiera)      | Circuito Pietro Bordino              | Gino Rovere               | Alfa Romeo 8C 2300 | 62 | Grand Prix | NQ        |
| 1934    | Italia (bandiera)      | Targa Abruzzi                        | Scuderia Subalpina        | Alfa Romeo 8C 2300 | 3  | Sport      | ?         |
| 1934    | Italia (bandiera)      | Circuito di Biella                   | Scuderia Subalpina        | Alfa Romeo 8C 2300 | 30 | Grand Prix | NQ        |
| Anno    | Paese                  | Gara                                 | Scuderia                  | Vettura            | Nr | Categoria  | Risultato |
| 1935    | Italia (bandiera)      | Circuito di Biella voiturette        | Gino Rovere               | Maserati 4CM 1500  | 32 | Voiturette | 3º        |
| 1935    | Italia (bandiera)      | Circuito di Biella                   | Gino Rovere               | Maserati 4CM 1500  | 16 | Voiturette | NQ        |
| 1935    | Italia (bandiera)      | Gran Premio del Valentino            | Gino Rovere               | Maserati 4CM 1500  | 54 | Voiturette | NQ        |
| 1935    | Francia (bandiera)     | Gran Premio di Dieppe voiturette     | Gino Rovere               | Maserati 4CM 1100  | 52 | Voiturette | 8º        |
| 1935    | Italia (bandiera)      | Gran Premio di Modena voiturette     | Gino Rovere               | Maserati 4CM 1100  | 14 | Voiturette | Rit       |
| 1935    | Regno Unito (bandiera) | Gran Premio di Donington             | Gino Rovere               | Maserati 6C 34     | 4  | Grand Prix | 4º        |
| Anno    | Paese                  | Gara                                 | Scuderia                  | Vettura            | Nr | Categoria  | Risultato |
| 1936    | Monaco (bandiera)      | Coppa Principe Ranieri               | Officine Alfieri Maserati | Maserati 6CM       | 66 | Voiturette | Rit       |
| 1936    | Italia (bandiera)      | Circuito di Milano voiturette        | Officine Alfieri Maserati | Maserati 4CM 1100  | 2  | Voiturette | 5º        |
| 1936    | Italia (bandiera)      | Coppa Ciano voiturette               | Officine Alfieri Maserati | Maserati 4CM 1500  | 26 | Voiturette | 5º        |
| 1936    | Italia (bandiera)      | Coppa Acerbo voiturette              | Officine Alfieri Maserati | Maserati 4CM 1100  | 6  | Voiturette | 6º        |
| Anno    | Paese                  | Gara                                 | Scuderia                  | Vettura            | Nr | Categoria  | Risultato |
| 1937    | Italia (bandiera)      | Gran Premio del Valentino voiturette | Officine Alfieri Maserati | Maserati 6CM       | 4  | Voiturette | 4º        |
| 1937    | Italia (bandiera)      | Gran Premio di Firenze voiturette    | Officine Alfieri Maserati | Maserati 6CM       | 2  | Voiturette | 2º        |
| 1937    | Italia (bandiera)      | Circuito di Milano voiturette        | Gino Rovere               | Maserati 4CM 1500  | 50 | Voiturette | Rit       |
| 1937    | Italia (bandiera)      | Circuito di Sanremo voiturette       | Officine Alfieri Maserati | Maserati 6CM       | 2  | Voiturette | Rit       |
| Legenda |                        |                                      |                           |                    |    |            |           |